# ادوارد گریتسون
ادوارد گریتسون (روسی: Эдуард Вячеславович Грицун؛ زادهٔ ۴ فوریهٔ ۱۹۷۶) دوچرخه‌سوار اهل روسیه است.
وی در مسابقات کشوری و بین‌المللی در مجموع برندهٔ ۱ مدال نقره، ۱ مدال برنز شده‌است.